# 赵文波
赵文波（？—），男，中华人民共和国政治人物，曾任中央第六巡视组副组长、组长。